# Triplikation
Triplikation ist ein Begriff, der in der Allgemeinen Linguistik sowie in der Rhetorik eine Rolle spielt. In der Rhetorik bedeutet er die dreifache Wiederholung eines Wortes oder Satzes.
In der Linguistik kommt der Begriff gelegentlich für eine spezielle Form der Wortbildung vor, nämlich die dreifache Wiederholung eines gleichen oder ähnlichen Wortbestandteils, zum Beispiel „Pipapo“ oder „rirarutsch“.